# Dénes Dezső
Dénes Dezső, születési és 1907-ig használt nevén Sternberg Izidor (Budapest, 1877. január 15. –‎ Budapest, 1938. május 22.) zsidó származású magyar építész.

## Élete
Sternberg Albert és Moravitz Róza fia. 1901 és 1905 között Berlinben folytatott tanulmányokat. Ezt követően helyezkedett el építészként. 1910 körül Mellinger Artúrral nyitott közös építészirodát, de később önállósult. Elsősorban mások nevén tervezett épületeket.
Foglalkozott bútortervezéssel is, többek között ő tervezte Buchwald Sándor fémbútorait. Ezek az 1900-as párizsi világkiállításon aranyérmet nyertek.
Jó kapcsolatot ápolt Kaufmann Oszkárral.
Házastársa Szabolcsi Erzsébet volt, Szabolcsi Lajos és Deutsch Ilona lánya, akit 1913. május 12-én Budapesten vett feleségül. Lányuk Dénes Katalin (1914–1979), Kugler Andorné.
A Kozma utcai izraelita temetőben nyugszik.

## Ismert épületei
- 1906: Csányi-ház, Budapest, Budapest, Dózsa György út 29.[7] – az épület homlokzatának díszítése elpusztult
- 1908: Városliget Bioscope, Budapest, Városliget – az épület elpusztult[8]
- 1911: lakóház, Budapest, Hegedűs Gyula u. 63. / Ipoly u. 13. (Mellinger Artúrral közös munka)[9]
- 1911: Mellinger-ház, Budapest, Ráday u. 14. (Mellinger Artúrral közös munka)
- 1912: Beck-ház, Budapest, Szív u. 14. (Mellinger Artúrral közös munka)

## Képtár

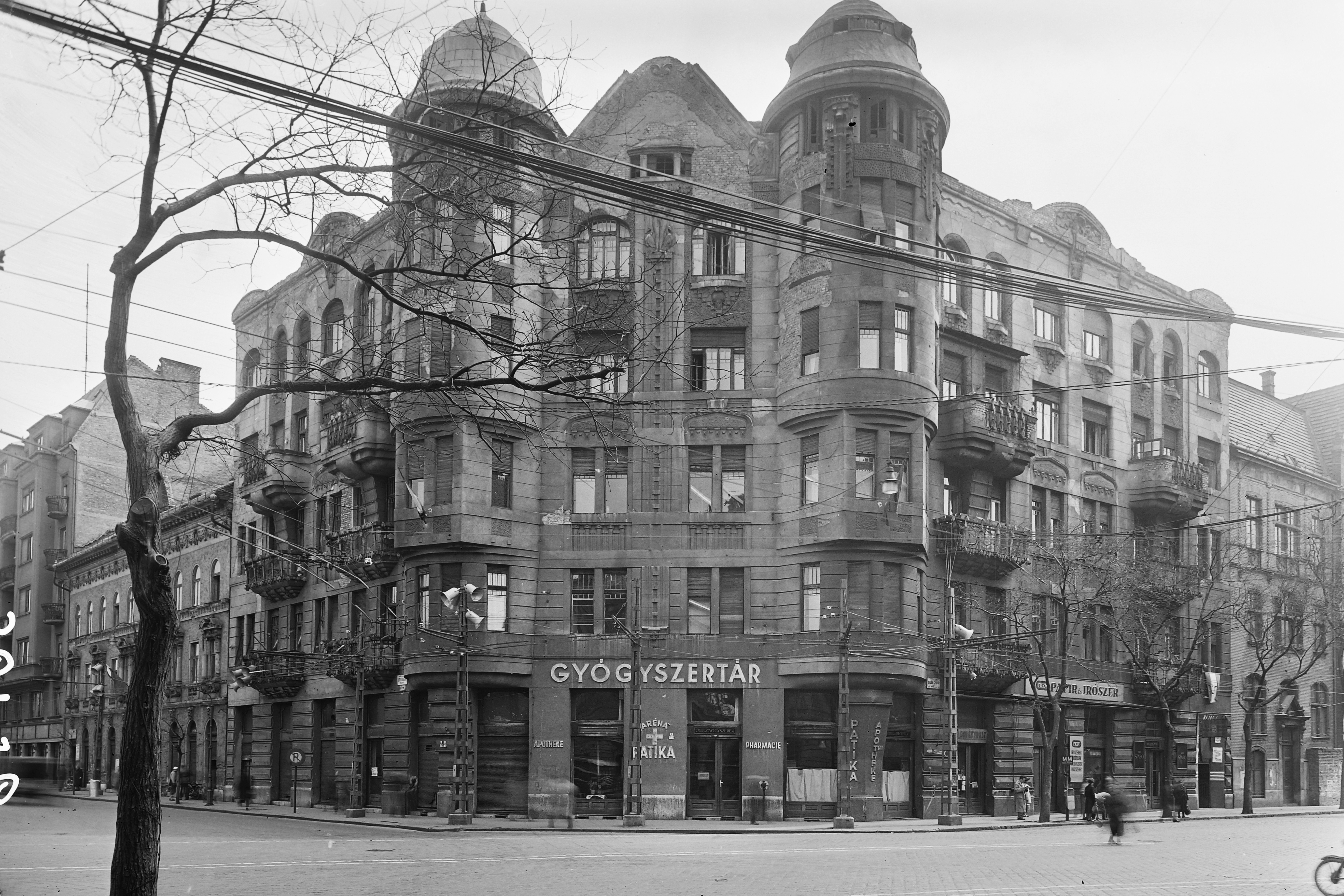
Dózsa György út 29. (archív felvétel, 1958)
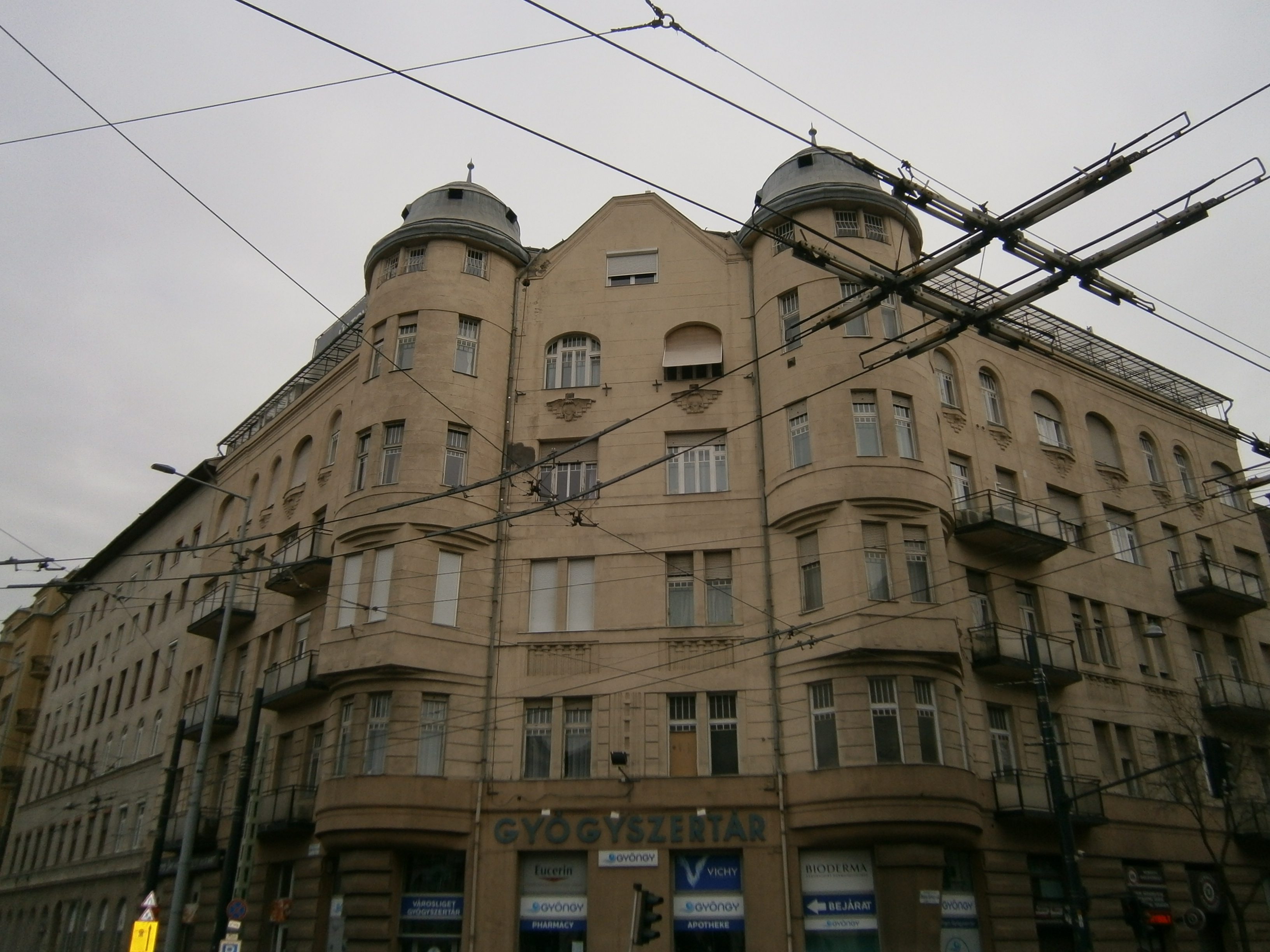
Dózsa György út 29. (2019-es felvétel)
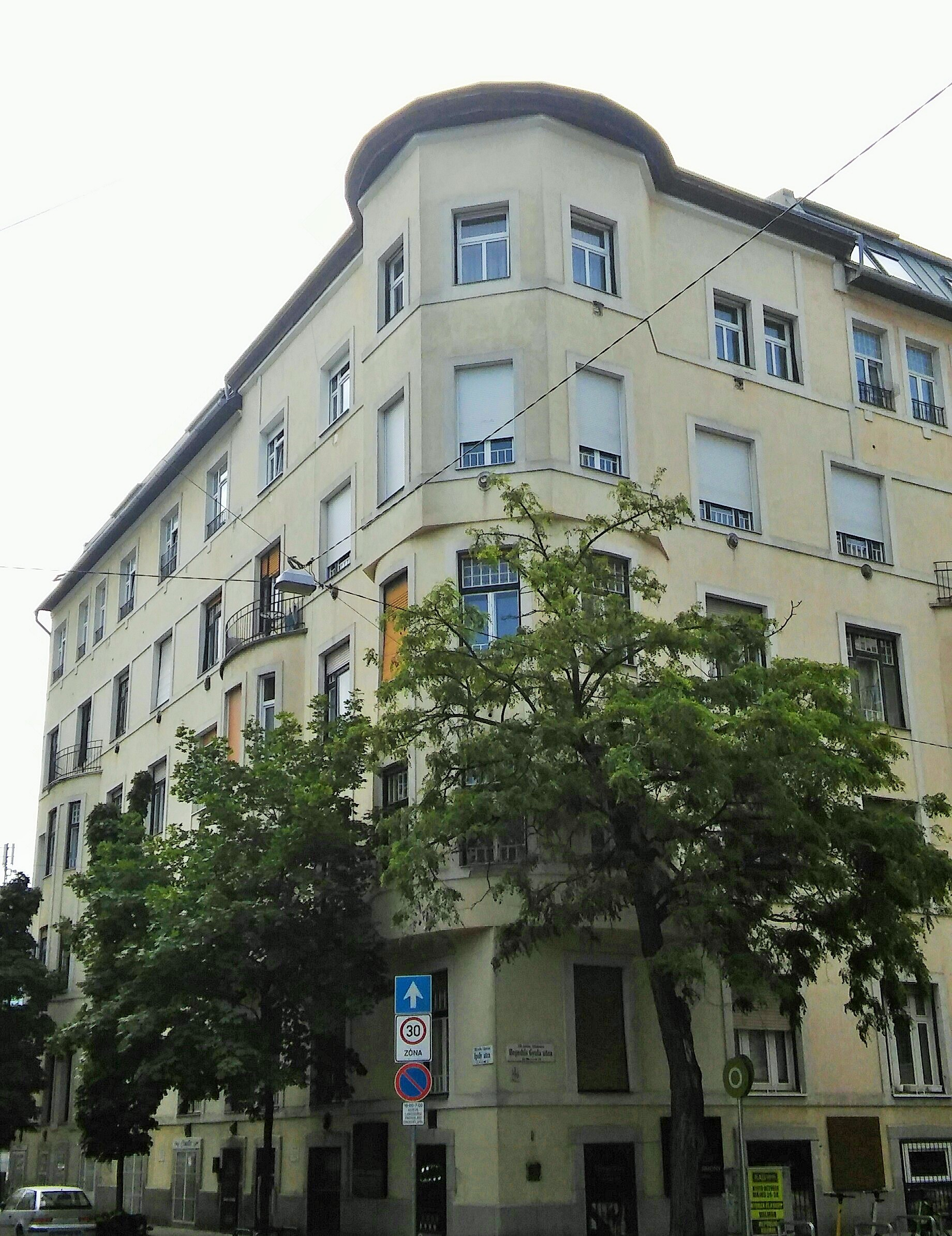
Budapest, Hegedűs Gyula u. 63.
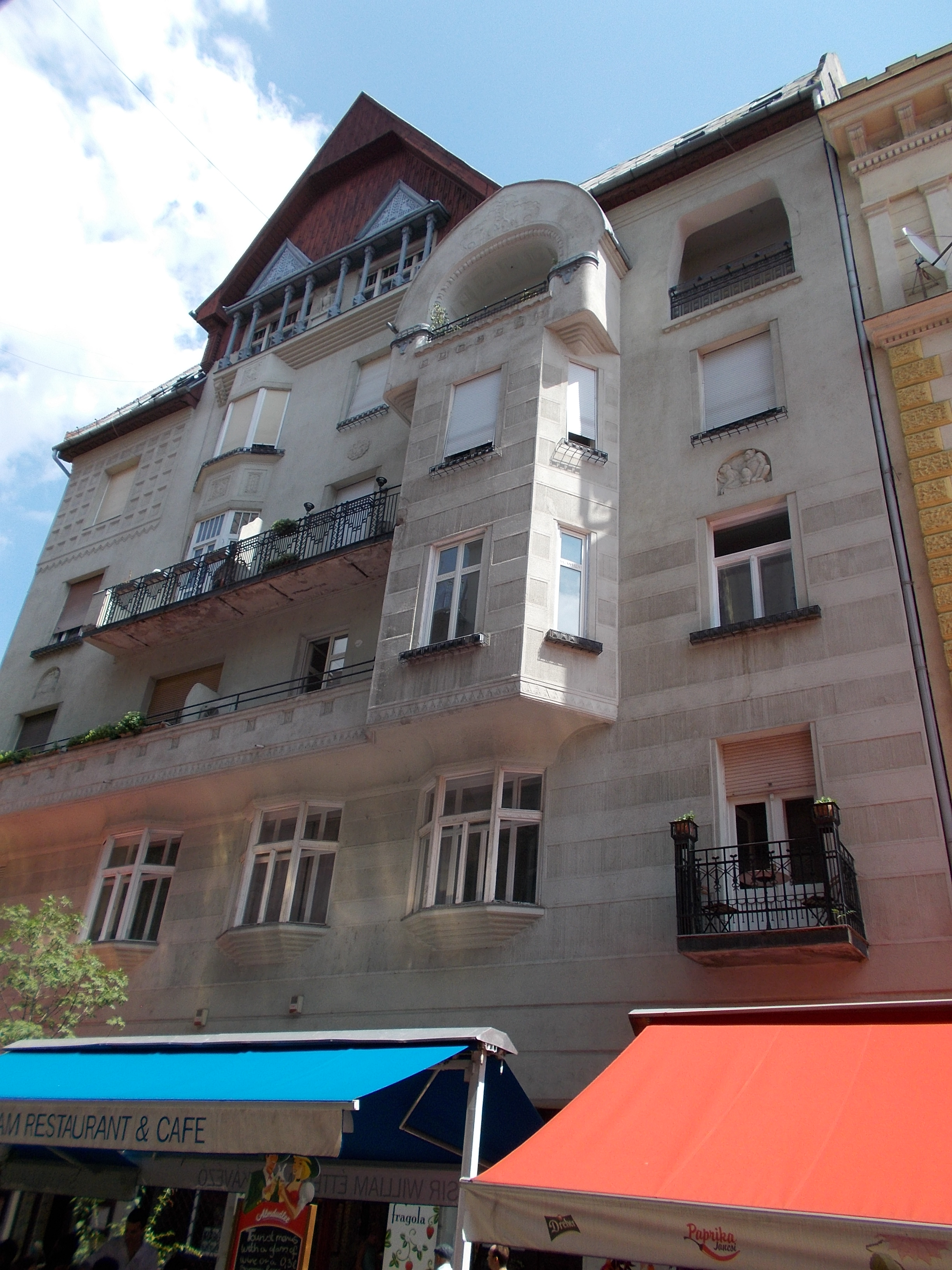
Ráday u. 14.